# George Kasonko
George Kasonko (Jinja, 2 de marzo de 1996) es un futbolista ugandés que juega en la demarcación de centrocampista para el Bul FC de la Liga Premier de Uganda.

## Selección nacional
Hizo su debut con la selección de fútbol de Uganda en un encuentro amistoso contra Tanzania que finalizó con un resultado de 0-2 tras los goles de Ivan Asaba y Joseph Vuni.

## Clubes
| Club             | País   | Año       | Partidos | Goles |
| ---------------- | ------ | --------- | -------- | ----- |
| Busoga United FC | Uganda | 2017-2021 | 54       | 2     |
| Bul FC           | Uganda | 2021-     | 85       | 1     |